# Machina X Flayon
Machina X Flayon，是Holostars所属的一位英語虚拟主播，於2023年1月8日出道。

## 人物概述
Machina X Flayon 是Holostars EN冒險者公會（TEMPUS）的成員。外觀設定是一位飛行員，角色設定是一位能瞬間駕馭任何交通工具的天才，由於跳過了學習過程，因此與他人對話時常沒有交集，讓人誤會他是傲慢的人，據說在這時候他會在背地裡小聲的碎碎念。
Machina X Flayon 的角色設計者為。直播內容以電子遊戲和雜談為主。

## 活動歷史
Machina X Flayon 於2023年1月8日，進行初配信，並在同日youtube頻道達成10萬訂閱。
2024年6月2日，公布3D模型並進行直播。

## 參與活動

### 線下活動
- Anime Fest+ (2024年4月27日)[9]

### 遊戲
- Doppelganger (2023年11月14日)[10][11]

## 音樂作品

### holostar English -TEMPUS-
|      | 發布日期      | 樂曲名稱    | 數位媒體規格產品編號 | 備註 |
| ---- | ------------- | ----------- | -------------------- | ---- |
| 單曲 |               |             |                      |      |
| 1    | 2023年1月9日  | Always Tied | CVRD-253             |      |
| 2    | 2023年9月12日 | Dead World  | CVRD-328             |      |
| 3    | 2023年9月12日 | FLEX        | CVRD-329             |      |
| 4    | 2024年8月23日 | Unchained   | CVRD-464             |      |

## 外部連結
- Machina X Flayon在holostars的官方主頁 （日語）
- YouTube上的Machina X Flayon Ch. HOLOSTARS-EN頻道（英文）
- Machina X Flayon的X（前Twitter）